# Le Boupère
 Le Boupère  es una población y comuna francesa, en la región de Países del Loira, departamento de Vendée, en el distrito de Fontenay-le-Comte y cantón de Pouzauges.

## Demografía
| 2537 | 2523 | 2762 | 2892 | 2832 | 2764 |
| Para los censos de 1962 a 1999 la población legal corresponde a la población sin duplicidades (Fuente: INSEE [Consultar]) |      |      |      |      |      |